# Андрія Хебранґ
Андрія Хебранґ, відомий як Андрія Хебранґ (молодший) або Андрія Хебранґ (син) (хорв. Andrija Hebrang) — хорватський політик, лікар, професор медицини Загребського університету, член правоцентристської Хорватської демократичної співдружності, нинішній депутат хорватського парламенту. Бувши лікарем за професією (випускник медичного факультету Загребського університету), Хебранґ тричі очолював хорватське міністерство охорони здоров'я та соціального захисту (у 1990—1992, 1993—1998 та 2003—2005 рр.), а також керував п'ять місяців (травень–жовтень 1998 р.) хорватським міністерством оборони за врядування шістьох різних прем'єр-міністрів. Крім того, він був кандидатом від своєї партії на хорватських президентських виборах 2009—2010 років, в результаті посівши третє місце після Іво Йосиповича та Мілана Бандича, здобувши 12 відсотків голосів у першому турі.